# Art solaire
L'art solaire est un nouveau genre d'art qui intègre les nouvelles technologies capables de récolter et d'utiliser l’énergie solaire. Ces œuvres d'art solaire offrent certaines ressources et possibilités qui sont restées jusqu'à présent inutilisées dans le domaine de l'art.   

## Origines
Le contexte de l'émergence de ce type d'art est directement lié à l'actuelle situation socio-politique mondiale, à savoir l'urgence sans cesse plus grande d'abandonner l'utilisation des combustibles fossiles et la nécessité de miser sur de nouveaux types d'énergies, qui seraient beaucoup plus efficientes en utilisant des ressources renouvelables. Ce processus de changement se répercute sur le monde de l'art qui souhaite avoir une participation active dans cet objectif commun. Parmi toutes ces initiatives artistiques reposant sur l'écologie, certains groupes de designers veulent utiliser leur science de la production d'énergie solaire comme part intégrante de leur production artistique . Les œuvres d'Art Solaire montrent ô combien art, architecture et nouvelles technologies peuvent être entrelacés à la base d'une idée artistique, et cela au-delà de leur contribution pratique habituelle.

## Enjeux
Bien évidemment, l'Art Solaire est un art engagé étant donné qu'il défend une cause, à savoir celle du Développement durable. En effet, l'énergie solaire reçue sur Terre est 10 000 fois supérieure aux besoins énergétiques de l'Humanité ; pourtant, encore 1,7 milliard d'individus n'ont pas accès à l'électricité. Force est de constater qu'il convient d'agir pour le bien de tous : ce qui anime les artistes d'Art Solaire, à savoir éveiller les esprits pour permettre une prise de conscience globale sur les enjeux environnementaux auxquels nous sommes confrontés. Ainsi, la création des artistes d'Art Solaire va souvent de pair avec un engagement écologique . Par exemple, le théoricien et artiste Jürgen Claus utilise ses œuvres d'art pour appeler à une ère solaire, qui passerait par un changement général de nos consciences écologiques. Il considère qui plus est que les freins à ce changement ne sont pas technologiques, car nous disposons d'outils allant dans ce sens, mais en réalité culturels. Il met donc son Art Solaire au service de cette cause .

## Initiatives
The Solar Artworks Project émane de l'intérêt porté aux nouvelles formes de paysages urbains qui peuvent améliorer la vie des citadins. Ce site internet promeut la création d'œuvres d'Art Solaire en tant qu'investissement intelligent dans le mobilier urbain. Ce projet rassemble les plus importantes œuvres d'Art Solaire d'aujourd'hui, avec pour objectif de comprendre en profondeur leurs designers, leurs propositions et les concepts intégrés dans leur travail. L'objectif final de The Solar Artworks Project est d'être une source complète d'information au sujet de ce nouveau type d'œuvres et de les promouvoir pour les nouveaux paysages urbains. 
« Nous croyons en un changement de modèle de société inspiré par les énergies renouvelables. Ce changement peut faire partie de notre quotidien à travers les œuvres d'Art Solaire. Ces projets démontrent que l'énergie solaire peut être belle, intégrée à l'architecture déjà existante et aussi un puissant outil éducatif au sein des villes modernes » .
Solar Arts Building est le premier musée consacré à l'Art Solaire. Il a ouvert ses portes le 6 septembre 2012 dans la ville de Minneapolis, ancienne ville industrielle. Le concept de ce musée, qui est aussi une résidence d'artistes, est que, d'une part, il expose essentiellement de l'Art Solaire, et que, d'autre part, il est situé dans un ancien immeuble industriel de la ville qui était abandonné et censé être détruit. Le collectif qui a développé le Solar Arts Building a racheté cet immeuble voué à l'oubli pour en faire un musée. Ils ont donc entièrement rénové l'immeuble pour en faire un bâtiment à émission nulle et y ont installé des panneaux solaires sur le toit. Cette démarche se coordonne donc parfaitement avec leur objectif d'éveiller les sensibilités au développement durable via l'Art Solaire.

## Principales œuvres d'Art Solaire
Voici une liste non exhaustive des principales œuvres d'Art Solaire ainsi que la vision esthétique de la production d'énergie solaire de leurs auteurs : 
- Greeting to the Sun de Nikola Bašić (Croatie). « Installation urbaine symbolique qui, grâce à des cellules photovoltaïques encastrées le long de la promenade sur berges, change l'énergie solaire en lumière provenant de projecteurs »[7].

- Piksol Project de Drzach & Suchy (Suisse). « Piksol (c'est-à-dire pixel solaire) permet la création de dessins et d'images arbitraires sur les façades des immeubles, alors que dans le même temps cela permet aussi de récolter de l'énergie solaire sur ces images projetées. En d'autres termes, cela permet d'avoir sur les façades des immeubles des images à la fois visuellement intéressantes et bonnes pour l'environnement »[8]

- The Dang'cing Solar Flowers d'Alexandre Dang (Belgique). « Dans ces installations, très simples en apparence mais extraordinairement complexes dans leur ensemble, Alexandre Dang intègre des nouvelles technologies bonnes pour l'environnement, en utilisant l'énergie solaire comme moyen d'expression » [9]

- Entirely Solar powered Night Garden de l'O*GE Creative Group / Architects (Israël).  « Dans l'ombre de la citadelle de Jérusalem, a Night Garden de fleurs à énergie solaire a fleuri en 2009, capturant la lumière du soleil au cours de la journée et rayonnant de couleurs et d'intensité changeantes tout au long de la nuit »[10]

- Sun Flower de Daniela Bertol (États-Unis). « Sa vision pluridisciplinaire fait que sa création ressemble à un mix complexe de plusieurs styles et influences. Son œuvre Sun Flower fait partie de la famille de l'Art Solaire » [11]

- Solar Peace Sculpture de Fred George (Allemagne). « D'une hauteur de presque 18 mètres, la structure est composée de 80 barils de pétrole, avec un panneau à énergie solaire sur chacun d'entre eux. La structure fabrique une ressource durable qui bénéficie en retour du réseau électrique de la ville » [12]

- Solar Collector de Gorbet Design (Canada). « Pendant la journée, les panneaux solaires collectent l'énergie du soleil dans une batterie à l'intérieur de chaque tige. Dans le même temps, le site internet Solar Collector récolte les compositions lumineuses - dessins de lumière qui sont créés par la communauté à travers une simple interface web » [13]

- SunFlowers de Harries & Héder Public Art Team (États-Unis). Les cyclistes et les promeneurs sur un certain chemin de la banlieue d'Austin auront une promenade ombragée en journée et éclairée la nuit par 15 SunFlowers, an Electric Garden géantes de couleur bleue, qui transforment la lumière du soleil en énergie[14].

- Solarsail de Solarsail Society (Suisse). « Le Solarsail met en lumière les politiques environnementales progressistes de la municipalité de Münsingen, qui a été désignée Veloville (ville vélo) et Energy Town » [15]

- Solar Tree Project de Rein Triefeldt (États-Unis). Depuis plus d'une décennie, Rein Triefeldt a créé des sculptures qui capturent l'énergie du soleil. Son travail mélange des éléments de sculpture traditionnelle et des matériaux à technologie photovoltaïque[16].

- Sonumbra de Loop.pH (Grande-Bretagne). « Légère et flexible, la création de Rachel Wingfield et de Mathias Gmachl, du studio design Loop.pH basé en Grande-Bretagne, répond à son public par des lumières et des sons générés par le mouvement des personnes autour de l'œuvre » [17]

- The Verdant Walk de North Design Office (Canada). « Une installation temporaire créée pour le Cleveland Public Art par le studio North Design Office basé à Toronto, a donné une nouvelle vie au Centre Commercial de Cleveland depuis deux ans avec ses sculptures d'orbes rayonnantes et en fond ses paysages des herbes de l'Ohio » [18]

- PV Stained Glass de Sarah Hall (Canada). « Sarah Hall est une artiste canadienne pionnière en matière de design et de création de vitres teintées à partir de technologie photovoltaïque. Hall est parvenue à combiner d'une manière presque parfaite des éléments traditionnels à des technologies du 21e siècle » [19]

- Solar Ivy de S.M.I.T. (États-Unis). « Avec leur simple, légère et infiniment adaptable système de miniatures, des détecteurs d'énergie solaire en forme de feuille, les créateurs de Solar Ivy espèrent voir des maisons, des bureaux et d'autres immeubles décorés par des générateurs d'énergie renouvelable qui leur confèrent charme esthétique, plutôt que de les nuire » [20]

- Silicon Forest de Brian Borrello (États-Unis). « Les formes naturelles ressemblent à un groupe d'arbres qui illuminent les environs la nuit tombée en utilisant l'énergie solaire qui a été récoltée au cours de la journée. À un endroit dévasté par l'activité industrielle, Silicon Forest est devenue une référence esthétique pour la gare de Portland, où elle a été installée de manière permanente » [21]

- Secrets of the Sun : Millennial Meditations (à Rome) de Peter Erskine (États-Unis). « Le Soleil est la source d'énergie, le sujet et le moyen pour cet Art Solaire et cette installation sonore dans le Forum romain » [22]

- Solarworks de Thomas A. Lindsey (États-Unis). « Inspiré par l'œuvre de Dade Eldred, Thomas Lindsey compte sur ses connaissances en matière d'architecture et de sculpteur pour développer une série de grandes installations à énergie solaire. En utilisant l'énergie solaire comme source d'énergie, Lindsey espère encourager l'utilisation de sources d'énergie bonnes pour l'environnement face au problème du réchauffement climatique sans cesse plus urgent » [23]

Bien qu'il s'agisse seulement d'une petite famille dans le monde de l'art et que cette discipline n'en soit qu'à ses premières heures, on peut espérer une création vraiment intéressante dans les années à venir. L'évolution de l'Art Solaire sera déterminée par la vision artistique de ses artistes aussi bien que par les avancées technologiques en matière d'énergie solaire. 

## Sites internet
- Alexandre Dang
- Brian Borrello
- Daniela Bertol
- Drzach & Suchy
- Fred George
- Gorbet Design
- Harries & Héder Public Art Team
- KHM SolArt
- Loop.pH
- Mark Malmberg
- Neville Mars
- North Design Office
- O*GE CreativeGroup / O*GE Architects
- Peter Erskine
- Rein Triefeldt
- Ross Lovegrove
- Robin Salant
- Sarah Hall
- S.M.I.T.
- Solarsail Society
- The Land Art Generator Initiative
- Thomas A. Lindsey
- The Solar Artworks Project
- Solar Arts Building
- Jürgen Claus